# Mons Argaeus
El Mons Argaeus (Monte Argaeus) es un macizo montañoso de la cara visible de la Luna, localizado justo en el límite entre el Mare Serenitatis y el Mare Tranquillitatis. El nombre de la montaña hace referencia al Monte Argaeus, un pico situado en Turquía, ahora llamado Erciyes Dağı. El nombre fue adoptado oficialmente por la Unión Astronómica Internacional en 1935.
El macizo tiene un diámetro de 61.48 km y una altura de 2 500 m. El cráter Fabbroni de 10.5 km de anchura se encuentra casi pegado a la pared sur de la montaña.
En 1972 el Apolo 17 alunizó a unos cuarenta kilómetros al este del Mons Argaeus.